# Daniel MacMaster
Daniel MacMaster, de son nom complet Daniel Stewart MacMaster, était un musicien canadien né le 11 juillet 1968 à Barrie et décédé le 16 mars 2008 au Regional Health Sciences Centre de Thunder Bay des suites d'une contamination fulgurante au streptocoque A et d'un staphylocoque.
Après avoir commencé  sa carrière au sein de Scorcher, Daniel MacMaster devint en 1989 le chanteur de Bonham et participa aux deux albums publiés par le groupe. Si le premier album intitulé The Disregard of Timekeeping fut un grand succès, le deuxième album  Mad Hatter fut publié à l'été 1992 dans l'indifférence générale en pleine explosion mondiale du grunge. Confronté à de sévères dépendances à l'alcool et aux drogues, Daniel MacMaster fut le premier à quitter le groupe, ce qui entraina de facto la séparation de Bonham.   

## Discographie
- Bonham: The Disregard of Timekeeping
- Bonham: Mad Hatter
- Scorcher : No Thanks, ré-edition en 1994
- Daniel MacMaster: Rock Bonham and the Long Way back, 2006
- Daniel MacMaster: Never Ever Done
- EMERALD MONKEY : Emerald Monkey EP